# DOWN (沢田研二の曲)
「DOWN」（ダウン）は、日本の歌手である沢田研二の54枚目のシングルである。
1990年2月7日に東芝EMIのイーストワールドレーベルより発売された。

## 解説
表題曲とカップリング曲の「堕天使の羽音」ともに、前年発売のアルバム『彼は眠れない』からのシングルカットで、この作品からCDのみの発売となる。
表題曲の「DOWN」は、ロックバンドのNOBODYによる作品で、女性コーラスが追加されるなどアルバムとはバージョンが異なる。また、前年末の『第40回NHK紅白歌合戦』で同曲が披露されている。
カップリング曲の「堕天使の羽音」は、ブティック・ジョイCFソングに起用された。
1969年10月20日放送でザ・タイガースの一員として初出演して以来、通算150回以上に渡り出演し、数多くの場面を残したテレビ番組『夜のヒットスタジオSUPER』（フジテレビ系）の最終出演時の楽曲でもある（1990年2月21日放送）。

## 収録曲
- 全編曲：吉田建

1. DOWN (New Remix)
  - 作詞：尾上文／作曲：NOBODY
2. 堕天使の羽音
  - 作詞：西尾佐栄子／作曲：吉田建
3. ジャスト・フィット (Live Recording)
  - 作詞・作曲：井上陽水

## 参加ミュージシャン
JAZZ MASTER
- Bass：吉田建
- Drums：村上'PONTA'秀一
- Guitar：柴山和彦
- Keyboards：朝本浩文